# Reseda paui
Reseda paui är en resedaväxtart. Reseda paui ingår i släktet resedor, och familjen resedaväxter.

## Underarter
Arten delas in i följande underarter:
- R. p. almijarensis
- R. p. paui